# Enrique Alcaraz Martínez
Enrique Alcaraz Martínez (Asp, 1865 - 1937) fou un enginyer agrònom i polític valencià. Es llicencià en enginyeria agrònoma el 1889 com a número u de la seva promoció, i és considerat com el creador del Cadastre Agronòmic Espanyol. Fou cap de brigada del cadastre de Sevilla, Granada i Còrdova (1892-1902), Cap del Cadastre d'Albacete (1902-1908) i d'Alacant (1908-1913), i cap dels Serveis Centrals del Cadastre de Madrid el 1913-1914. Fou elegit diputat pel Partit Liberal pel districte de Xelva a les eleccions generals espanyoles de 1914 i 1916.
El 1918 deixà la política i fou nomenat catedràtic de Climatologia Agrícola i Agrologia a l'Escola de Madrid, fins que el 1925 fou nomenat novament Cap dels Serveis Centrals del Cadastre i Inspector General del Cos Nacional d'Enginyers Agrònoms.

## Obres
- Métodos rápidos y económicos para la ejecución del catastro (1911)
- Climatología agrícola (1925)
- Hacia una España Ganadera (1927)
- La colonización interior de España (1931)
- La agricultura y el clima (1932)
- El catastro español (1933)
- Ensayo de Geografía Agraria Española (1937)